# Hollywood
Hollywood je čtvrť města Los Angeles v Kalifornii, ve Spojených státech amerických. Čtvrť je historicky spojena s nejvýznamnějšími americkými filmovými společnostmi a jméno Hollywood se proto používá jako synonymum americké kinematografie. Čtvrť leží severozápadně od středu města Downtown. Hollywood sousedí se čtvrtí Hollywood Hills na severu, East Hollywood na východě, Fairfax, Hancock Park a Larchmont na jihu a Hollywood Hills West a městem West Hollywood na západě. Hranice tvoří ulice Franklin Ave na severu, N Hoover St. na východě, Merlose Ave na jihu a N Fairfax Ave (a další ulice) na západě.
Čtvrť má rozlohu 9 km2 (3,5 sq mi) a žije zde okolo 85 000 obyvatel (2010).
Obchodní, kulturní a dopravní centrum Hollywoodu se nachází v oblasti, kde La Brea Avenue, Highland Avenue, Cahuenga Boulevard a Vine Street protínají Hollywood Boulevard a Sunset Boulevard.

## Čtvrť Hollywood

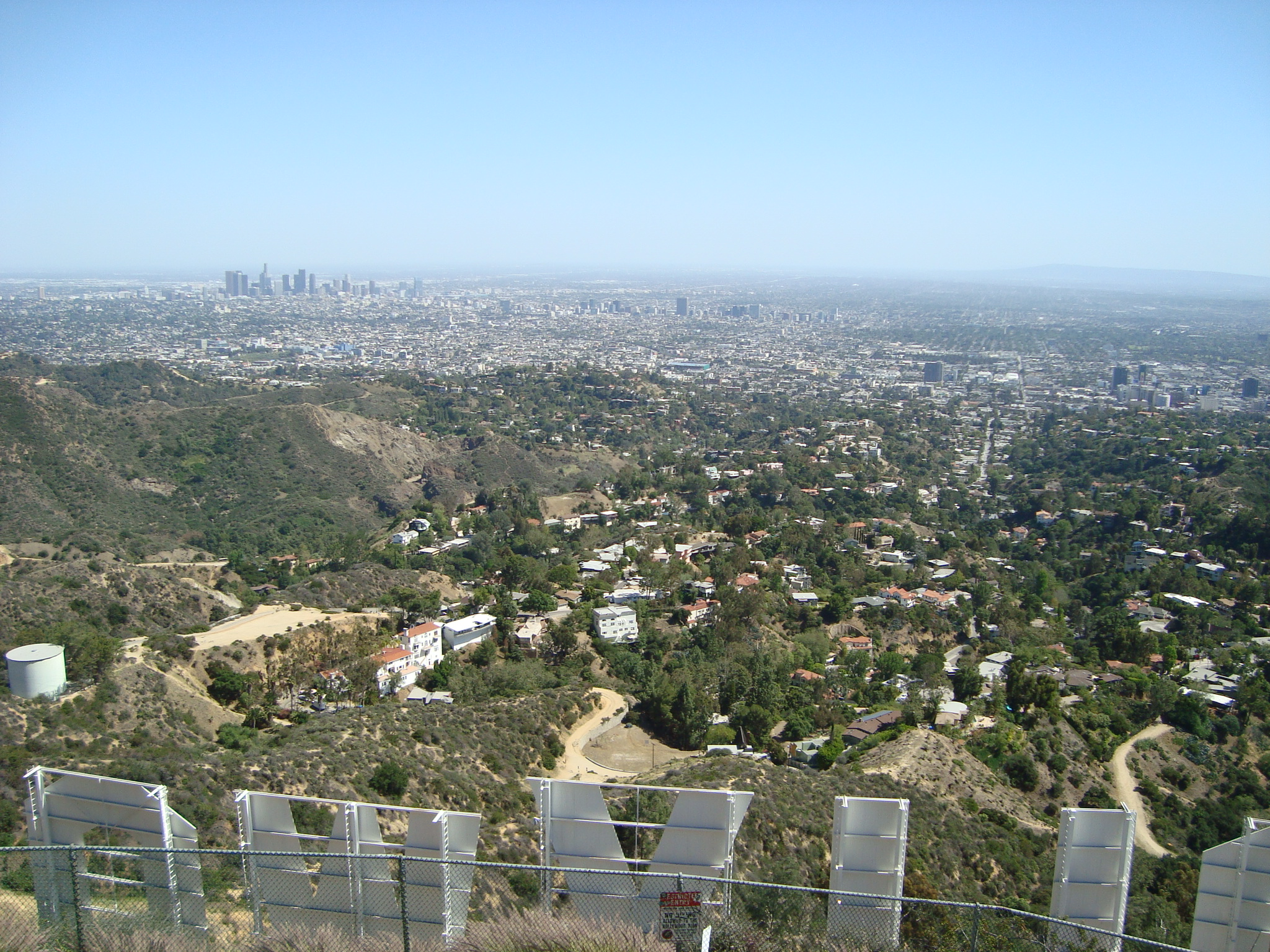
vpravo Hollywood, vlevo v pozadí Downtown

Hlavní centrum čtvrti tvoří ulice Hollywood Boulevard a Sunset Boulevard (střed čtvrti je přibližně v místech, kde je protíná Vine St.). K hlavním památkám náleží kino Grauman's Egyptian Theatre postavené v roce 1922, kde se ve stejném roce odehrála první hollywoodská filmová premiéra. Dále pak kino Man's Chinese Theater, které zahájilo promítání v roce 1927. Na 7000 Hollywood Boulevard se nachází budova Hollywood Roosevelt Hotel postavená v roce 1927 v historizujícím španělském koloniálním stylu, kde se v roce 1929 poprvé udělovaly ceny Filmové akademie. Od 60. let minulého století čtvrť postupně upadala a v současné době ji nejvíce vystihují prázdné bloky mezi ulicemi s oplocenými parkovišti a místy výstavba nových bytových domů a komerčních ploch. Z velkých filmových studií se v hollywoodské čtvrti nachází pouze Paramount, severně od Melrose Ave.
Slavný nápis Hollywood se nachází severně, za dálnicí 101, již ve čtvrti Hollywood Hills.

## Filmový průmysl

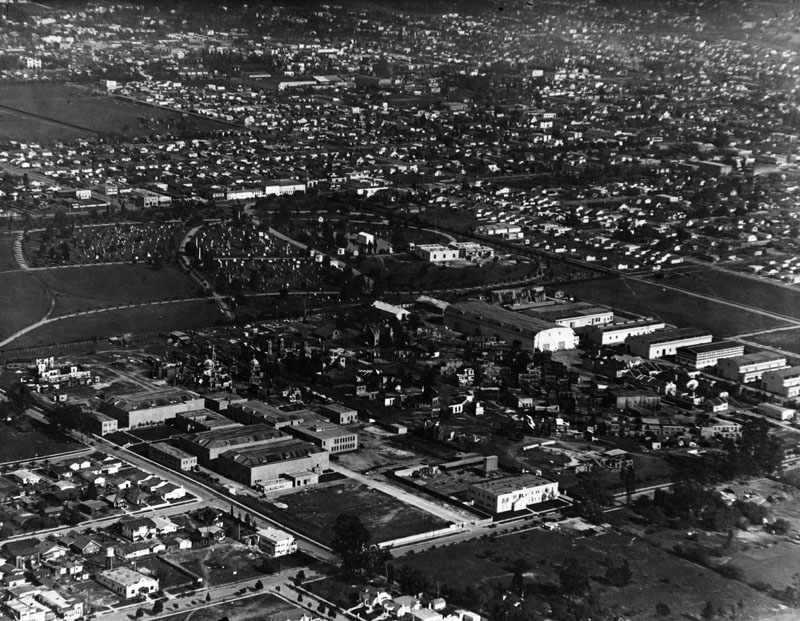
Hollywoodská filmová studia v roce 1922

Jeho filmová a kulturní identita je tak proslulá, že slovo „Hollywood“ se často používá jako označení celého amerického filmového a televizního průmyslu. Ačkoli je dnes většina filmového průmyslu rozmístěna v okolních oblastech jako jsou Burbank a Westside, podpůrné a technické služby (jako filmový střih, filmové efekty, postprodukce, osvětlovači) zůstávají v Hollywoodu.
Mnoho historických kin v Hollywoodu se stalo místem konání hlavních filmových premiér a hostí udělování cen Akademie filmového umění a věd Oscar. Tato čtvrť je také oblíbeným cílem turistů a nachází se zde Hollywoodský chodník slávy (anglicky:Hollywood Walk of Fame) či známé Universal Studios Hollywood, kde jsou atrakce inspirované filmy jako King Kong, Mumie, Jurský park, Terminátor 2 nebo Shrek.
Jako čtvrť Los Angeles nemá Hollywood vlastní správu. Pro slavnostní příležitosti má jmenovaného úředníka, který je „čestným starostou“. Naposledy jím byl Johnny Grant. Po jeho smrti v roce 2008 nový čestný starosta jmenován nebyl.

### Čeští filmoví pracovníci v Hollywoodu

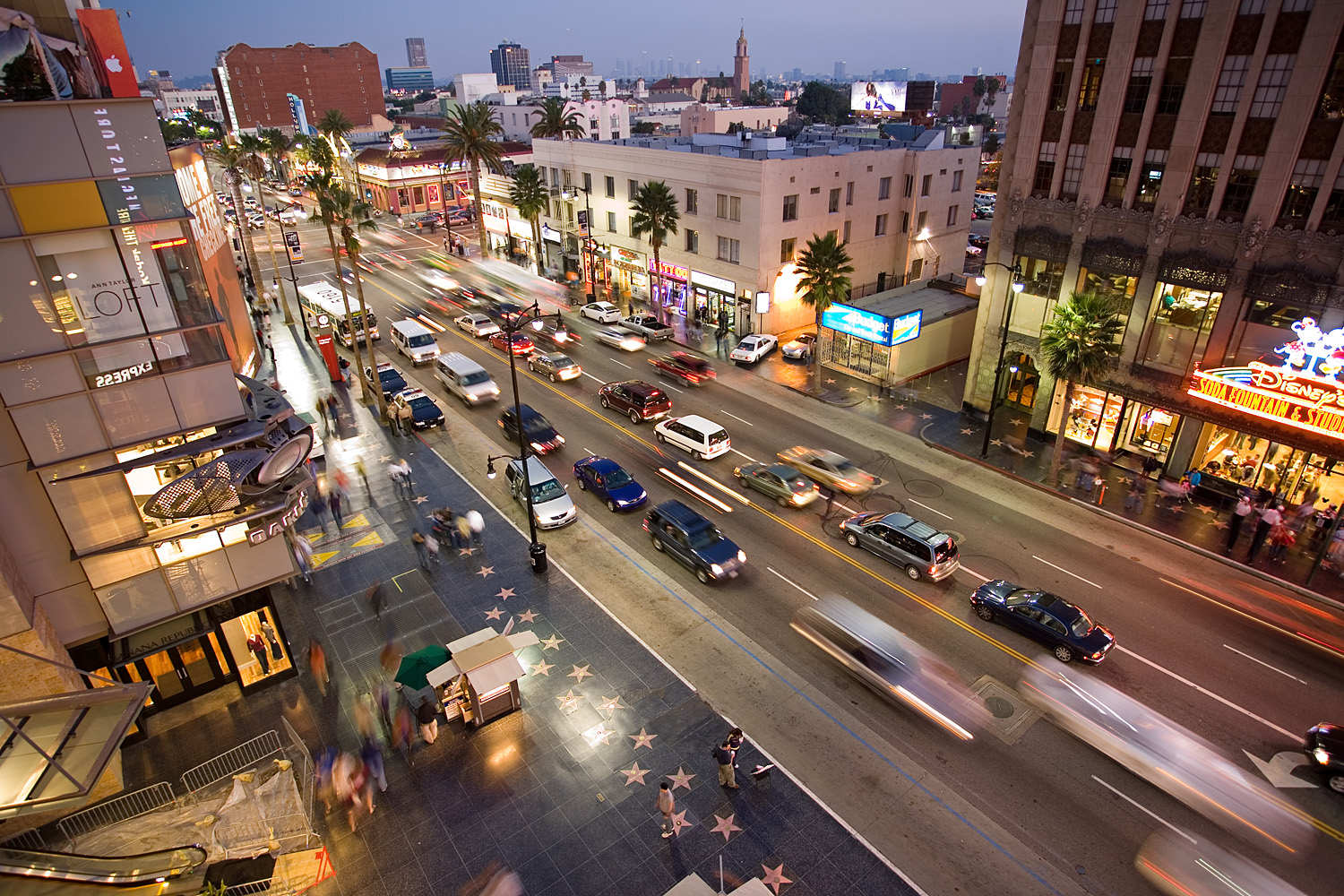
Hollywood Boulevard

Nejúspěšnějším hercem českého původu, který působil v Hollywoodu, byl podle celé řady kritérií (komerční zisk a úspěch filmů, výše honorářů, počet významných rolí, celosvětová známost apod.) pražský rodák Herbert Lom, známý především postavou inspektora Dreyfuse z filmů o Růžovém panterovi. Už před ním se v Hollywoodu snažil prorazit také Hugo Haas, ovšem nepříliš úspěšně. O něco lépe se podařilo uspět Jiřímu Voskovcovi. V roce 1957 získal roli jednoho z porotců ve filmu Dvanáct rozhněvaných mužů. Šlo sice o menší roli, ale ve slavném filmu. Více se ale Voskovcovi dařilo přece jen v televizi a především na divadle. Z „českých“ filmových úspěchů v Hollywoodu je vhodné ještě zmínit filmového Oscara, kterého v roce 1949 získal Ivan Jandl za roli ve švýcarsko-americkém filmu Poznamenaní.
Mezi dalšími herci, kteří měli v Hollywoodu nějaké zaznamenání hodné angažmá, patřili například Věra Hrubá-Ralston, Florence Marlyová, Francis Lederer, Jan Rubeš st., Anny Ondráková, Karel Roden a někteří další. Mnozí další se o štěstí v dravém a velice konkurenčním americkém filmovém průmyslu neúspěšně pokoušeli. Slibný začátek kariéry měl v USA Vladimír Kulich. Ve větší úspěch se mu ji ale proměnit nepodařilo.
Velmi úspěšní byli v Hollywoodu čeští kameramani Franz Planer a Otto Heller. Z režisérů samozřejmě Miloš Forman nebo Ivan Passer.

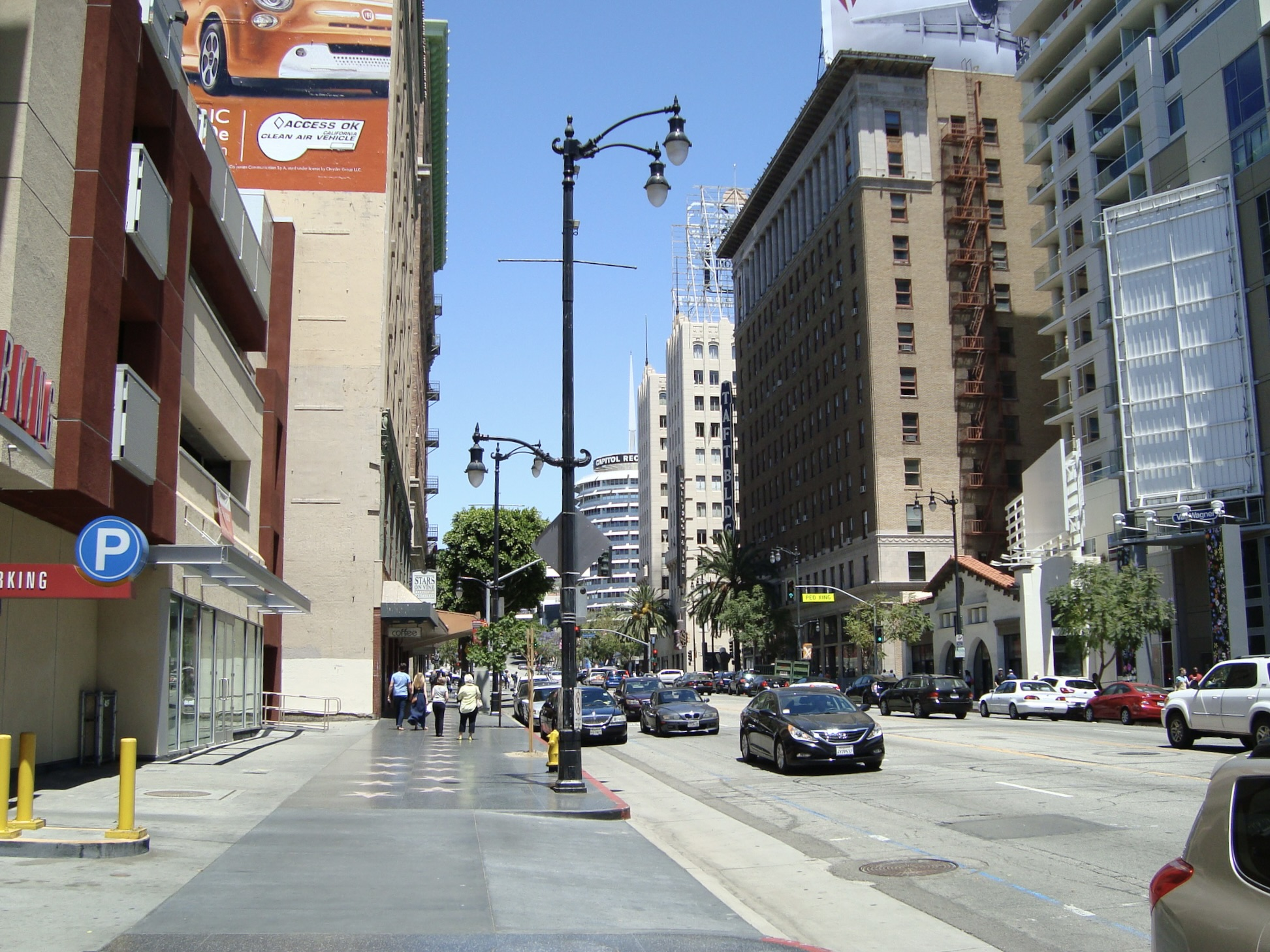
Vine St

## Demografie
- 42 % Hispánci
- 41 % bílí Američané
- 7 % Asiaté
- 5 % černí Američané
- 5 % ostatní

## Odrazy v kultuře
- Hollywood, Hollywood, americký film z roku 2002, režie Steven Soderbergh